# Ensberg (Gemeinde Kottes-Purk)
Ensberg (zwischen 1920 und 2000 auch Ennsberg) ist eine Ortschaft und eine Katastralgemeinde der Gemeinde Kottes-Purk im Bezirk Zwettl in Niederösterreich mit 4 Einwohnern (Stand 1. Jänner 2025).

## Geografie
Der kleine Weiler liegt rechts über dem Tal der Kleinen Krems und nördlich der Landesstraße L78, von der eine Nebenstraße in den Ort abzweigt.
Am 1. April 2020 umfasste die Ortschaft 4 Adressen.

## Siedlungsentwicklung
Zum Jahreswechsel 1979/1980 befanden sich in der Katastralgemeinde Ensberg insgesamt 4 Bauflächen mit 4.056 m², 1989/1990 gab es 4 Bauflächen. 1999/2000 war die Zahl der Bauflächen auf 11 angewachsen und 2009/2010 bestanden 9 Gebäude auf 13 Bauflächen.

## Geschichte
In der Josephinischen Landesaufnahme aus dem Jahr 1781 wird hier ein Ort Enzlberg verzeichnet., im Eintrag der Josephinischen Fassion aus Jahre 1786/87 gab es im heutigen Ort 2 Häuser.
Nach der Entstehung der Ortsgemeinden 1849 wurde der Ort ein Teil der Ortsgemeinde Münichreith bzw. nach der Verlegung des Hauptortes nach Kalkgrub am 13. November 1895 ein Teil desselben.
Im Adressbuch von Österreich waren im Jahr 1938 in der Rotte Ensberg eine Gastwirtschaft und ein Sägewerk verzeichnet.
Im Zuge der Niederösterreichischen Kommunalstrukturverbesserung wurde der Ort durch die Auflösung der Gemeinde Kalkgrub am 1. Januar 1967 ein Teil der Gemeinde Kottes-Purk.

## Bodennutzung
Die Katastralgemeinde ist landwirtschaftlich geprägt. 48 Hektar wurden zum Jahreswechsel 1979/1980 landwirtschaftlich genutzt und 17 Hektar waren forstwirtschaftlich geführte Waldflächen. 1999/2000 wurde auf 40 Hektar Landwirtschaft betrieben und 26 Hektar waren als forstwirtschaftlich genutzte Flächen ausgewiesen. Ende 2018 waren 39 Hektar als landwirtschaftliche Flächen genutzt und Forstwirtschaft wurde auf 26 Hektar betrieben. Die durchschnittliche Bodenklimazahl von Ensberg beträgt 25,8 (Stand 2010).